# Most čez Muro
Avtocestni odsek od Vučje vasi do Murske Sobote se začne v priključku Vučja vas na regionalni cesti R1-230 in se nato v blagem loku usmeri proti reki Muri, ki jo prečka z 833 metrov dolgim mostom. Po premostitvi reke Mure se pri naselju Mali Bakovci usmeri proti vzhodu in v dolgem loku preko kmetijskih površin poteka vse do razbremenilnika Ledave.
Pred izgradnjo prvega odseka pomurske štiripasovne avtoceste je bilo Prekmurje povezano s Slovenijo s tremi cestnimi mostovi za dvosmerni promet preko reke Mure (Petanjci pri Radencih, Veržej in Razkrižje), z enim železniškim mostom pri Vržeju na progi Ljutomer-Murska Sobota, za krajevne potrebe pa še vedno obratuje nekaj rečnih brodov. Izgradnja avtoceste A5 Maribor-Lendava, z mostom preko Mure na odseku Vučja vas-Beltinci, ima zato tudi zgodovinski značaj, ker odpira hitro, kvalitetno in trajno povezavo Prekmurja s Slovenijo in krepi kohezijo slovenskega nacionalnega prostora. 

## Osnovni podatki
Most je oblikovan kot lahka in v prostor zelo subtilno položena konstrukcija, ki se izgublja v zelenju poplavne ravnice. Poplavni del preide most z 17 enakomernimi manjšimi razponi, samo reko Muro pa z razponi 50 + 80 + 50, ki so nekakšna izjema v ritmu manjših razponov. 
Izbrana geometrija je omogočila, da se uporabi tehnologija narivanja, ki je znana po kvaliteti tako zgrajene konstrukcije in po ekonomičnosti. Izbrani razponi (40 m) in izbrana višina konstrukcije (2,80 m) so omogočili uporabo narivanja po vsej dolžini mostu, tudi preko glavnih razponov. Na glavnem razponu je bila uporabljena prednapeta zunanja zatega, ki statično deluje kot elastična podpora.
V sklopu izgradnje avtocestnega odseka Vučja vas - Beltinci je bila na desni strani mosta čez Muro (gledano iz smeri Vučje vasi) zgrajena 30 metrov visoka kovinska konstrukcija z elektronskim prikazovalnikom, ki prikazuje informacije o stanju na avtocestah, hkrati pa predstavlja obeležje najdaljšega mosta v Sloveniji, 833 metrov dolgega mosta čez reko Muro.
Leta 2004 je vodja projekta in odgovorni projektant Viktor Markelj za most čez Muro prejel nagrado Inženirske zbornice Slovenije. 
| Osnovni podatki             | Osnovni podatki                                   |
| --------------------------- | ------------------------------------------------- |
| velikost                    | dolžina 833 m, širina 27,92 m, površina 23.257 m² |
| prometna površina           | dvojno dvopasovno vozišče                         |
| čas gradnje                 | november 2000 - oktober 2003                      |
| pogodbena vrednost          | 3.040 milijarde slovenskih tolarjev               |
| temeljenje                  | betonski piloti premera 1,2 m                     |
| Poraba glavnih materialov   |                                                   |
| beton                       | 25.100 m³                                         |
| armaturno jeklo             | 4.120,89 ton                                      |
| visokovredno jeklo za kable | 486.588 kg                                        |